# Iris Chang
Iris Shun-Ru Chang (en chino tradicional, 張純如; en chino simplificado, 张纯如; pinyin, Zhāng Chúnrú; (Princeton, Nueva Jersey, 28 de marzo de 1968-Los Gatos, California, 9 de noviembre de 2004) fue una escritora y periodista estadounidense de origen chino que conoció notoriedad por su novela documental sobre la Masacre de Nankín titulada La violación de Nankín durante la segunda guerra sino-japonesa. Ha sido objeto del libro
Finding Iris Chang, así como del documental del año 2007 Iris Chang: The Rape of Nanking.

## Biografía
Hija de dos profesores universitarios emigrados de China, creció en Champaign (Illinois). Después de graduarse escribió para el New York Times y el Chicago Tribune. Se casó con Bretton Lee Douglas, con quien tuvo su único hijo, Christopher. Vivió en  San José, California donde presa de depresión se suicidó.
Chang escribió tres libros que documentan las experiencias de los asiáticos y estadounidenses de origen chino en la historia. El primero, Tema del gusano de seda (1995), cuenta la historia de vida del profesor chino, Tsien Hsue-shen (o Qian Xuesen), durante la Amenaza Roja en la década de 1950. Aunque Tsien fue uno de los fundadores del Laboratorio de Propulsión a Chorro de la NASA (JPL), y durante muchos años ayudó a los militares de los Estados Unidos interrogar a científicos de la Alemania nazi, fue repentinamente acusado de ser un espía y un miembro del Partido Comunista de EE. UU., y puesto bajo arresto domiciliario desde 1950 hasta 1955. Tsien fue a la República Popular de China en septiembre de 1955. A su regreso a China, Tsien desarrolló el programa de misiles Dongfeng, y más tarde el misil del gusano de seda, que sería utilizado por los militares iraquíes durante su guerra contra Irán e irónicamente contra las coaliciones lideradas por Estados Unidos durante la Primera y la Segunda Guerra del Golfo.

## La violación de Nanking
Su segundo libro, La Violación de Nanking: El Holocausto olvidado de la Segunda Guerra Mundial (1997), se publicó en el 60 aniversario de la Masacre de Nankín, y fue motivado, en parte, por la historia de sus propios abuelos sobre su huida de la masacre. Documenta atrocidades cometidas contra China por las fuerzas del Ejército Imperial Japonés durante la Segunda Guerra Sino-Japonesa, e incluye entrevistas con víctimas. Este libro permaneció en la lista de Best seller del New York Times durante 10 semanas. Basada en el libro, una película documental americana, Nanking, fue lanzada en 2007.

## Obras
- Thread of the Silkworm (1995),[5]
- The Rape of Nanking:The Forgotten Holocaust of World War II (1997),[6]
- The Chinese in America (2003),[7]